# Pharaphodius tamalensis
Pharaphodius tamalensis är en skalbaggsart som beskrevs av S. Endrödi 1973. Pharaphodius tamalensis ingår i släktet Pharaphodius och familjen Aphodiidae. Inga underarter finns listade i Catalogue of Life.